# Neoclaviceps monostipa
Neoclaviceps monostipa är en svampart som beskrevs av J.F. White, Bills, S.C. Alderman & Spatafora 2001. Neoclaviceps monostipa ingår i släktet Neoclaviceps och familjen Clavicipitaceae.   Inga underarter finns listade i Catalogue of Life.